# Bauhinia beguinotii
Bauhinia beguinotii là một loài thực vật có hoa trong họ Đậu. Loài này được Cufod. miêu tả khoa học đầu tiên.